# Charaxes brevicaudatus
Charaxes brevicaudatus är en fjärilsart som beskrevs av Schultze 1914. Charaxes brevicaudatus ingår i släktet Charaxes och familjen praktfjärilar. Inga underarter finns listade i Catalogue of Life.